# Bortesia similis
Bortesia similis är en stekelart som först beskrevs av Edgar F. Riek 1966.  Bortesia similis ingår i släktet Bortesia och familjen gallglanssteklar. Inga underarter finns listade.